# Bonifacio (Corsica)
Bonifacio (Corsicaans: Bunifaziu; Bonifaziu of Bonifaciu; Ligurisch: Bunifazziu of Bonifaçio; Gallurisch: Bunifaciu) is een gemeente in het Franse departement Corse-du-Sud in de regio (en het eiland) Corsica. De gemeente telde 3.269 inwoners op 1 januari 2022. De plaats maakt deel uit van het arrondissement Sartène.
Het stadje ligt boven op een massieve rots, 80 meter boven zee. Niet alleen wegens de nog herkenbare vestingmuren die eerder de verdediging vormden tegen de Saracenen, maar ook de oude stad met vele smalle straatjes, een doolhof van overkapte gangen, arcades en dicht tegen elkaar liggende huizen. De loodrechte rotswanden doen denken aan een Noors fjord. Doordat de rotswand uit het zachte krijtgesteente bestaat, heeft de zee diverse merkwaardige uithollingen in de wanden uitgesleten, en de flatgebouwen bovenop worden bedreigd door instorting en zijn sinds 2022 ontruimd.

## Geschiedenis

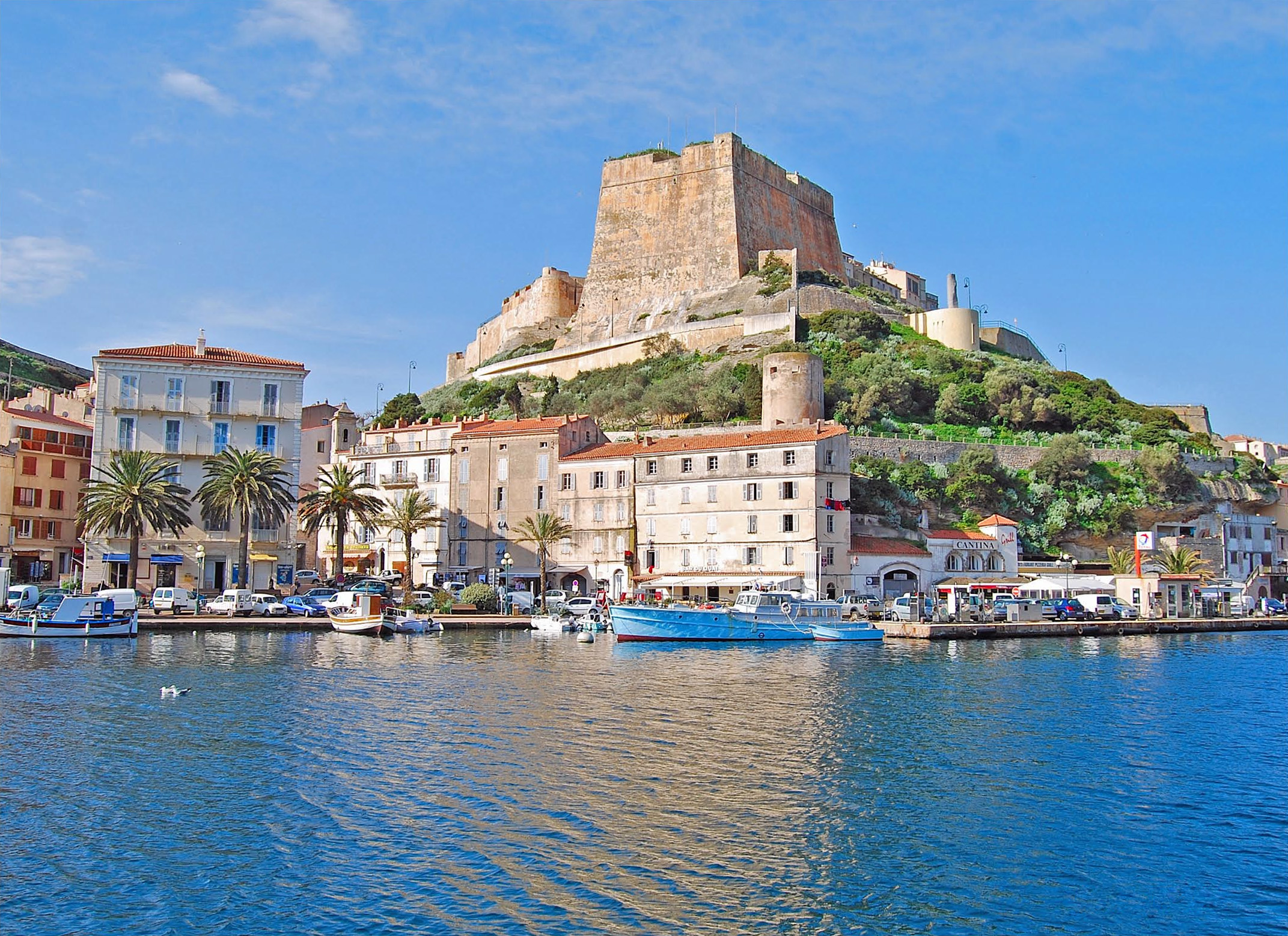
Citadel

In de Romeinse tijd was Palla (Bonifacio) het zuidelijke eindpunt van de Romeinse weg die langs de oostkust van het eiland leidde naar Mariana (Lucciana) in het noorden.

### Genuese stad
De stad werd volgens de legende gesticht door de Toscaanse markies Bonifatius in 828. Bonifacio was strategisch gelegen en gold als bijna oninneembaar. De stad kwam in 1092 in handen van Pisa en vanaf 1195 werd de stad Genuees. Het werd zo het eerste Genuese bolwerk op Corsica, een eeuw voor Genua het volledige eiland in bezit zou nemen. Er kwam een immigratie van Liguriërs op gang, die nog steeds merkbaar is in de taal gesproken in de streek. De Genuezen versterkten de stad met een kasteel en een twee kilometer langs stadsmuur en breidden de stad uit in een dambordpatroon. Bonifacio kreeg privilegies en werd een quasi zelfstandige republiek met het recht om zelf munten te slaan. In 1420 werd de stad vruchteloos belegerd door de troepen van Alfons V van Aragón. Daarna, in 1528, werd de stad getroffen door de pest. In 1553 viel de stad wel en werd ze ingenomen door een Frans-Turkse coalitie geleid door Sampiero Corso. De Fransen bezetten de stad en ze moderniseerden de stadsmuren met bastions. In 1559 werd Bonifacio door de Vrede van Cateau-Cambrésis weer Genuees. In de 18e eeuw werd Corsica Frans en onder Frans bestuur werd de kazerne Montlaur, begonnen door de Genuezen, afgewerkt. De stad, die toen ongeveer 3000 inwoners telde, verloor veel van haar privilegies.

### Moderne tijd
In de 19e eeuw kende Bonifacio een zekere welvaart door de tonijnvisserij, de landbouw (wijnbouw en olijfteelt) en de verwerking van landbouwproducten. Zo was er een fabriek van kurken en fabrieken waar pasta werd gemaakt. Bonifacio werd zwaar getroffen door de epidemie van de druifluis die de wijnbouw sterk trof. In de 20e eeuw volgde een exodus van de bevolking naar de grote steden, onder andere naar Marseille. Enkel door haar vissershaven en het daar gelegerde garnizoen bleef de economie overeind.
Aan het einde van de 20e eeuw herleefde de economie dankzij het toerisme. Bonifacio werd een belangrijke haven voor de pleziervaart en voor cruiseschepen.

## Trekpleisters
Het militaire verleden van Bonifacio blijkt uit verschillende bouwwerken:
- De citadel op de punt van het schiereiland;
- Het Bastion de l'Étendard uit de 16e eeuw aan de toegang tot het schiereiland. In dit bastion is er een permanente tentoonstelling over de duizendjarige geschiedenis van de stad.
- Le Torrione, op de site van een eerder Pisaanse versterking. De oorspronkelijke toren werd in 1901 afgebroken en in de jaren 1980 weer opgebouwd.
- De vroegere kazerne Montlaur uit de 18e en 19e eeuw.

De oude stad herbergt verschillende historische kerken:
- De St. Dominiquekerk stamt uit de 13e eeuw en is gebouwd door de Tempeliers. De kerk heeft een opvallende gotische stijl en een merkwaardige achthoekige klokkentoren.
- De kerk Ste. Marie Majeure op de Place Montapagano. Met de bouw werd begonnen door de Pisanen in de 12e eeuw en ze werd afgewerkt onder Genuezen. Het is een romaanse kerk met vroeg-gotische elementen, een opvallende vierkante klokkentoren uit de 14e eeuw (met aanpassingen uit de 18e eeuw) en een loggia. De kerk herbergt relieken van Sint-Bonifatius.
- De kapel Saint-Roch

Andere bezienswaardigheden zijn de ingenieuze waterbassins en zoutpannen (salines). Bij helder weer zijn vanaf de citadel de Lavezzi-eilanden en het 14 kilometer verderop gelegen Italiaanse Sardinië goed te zien.

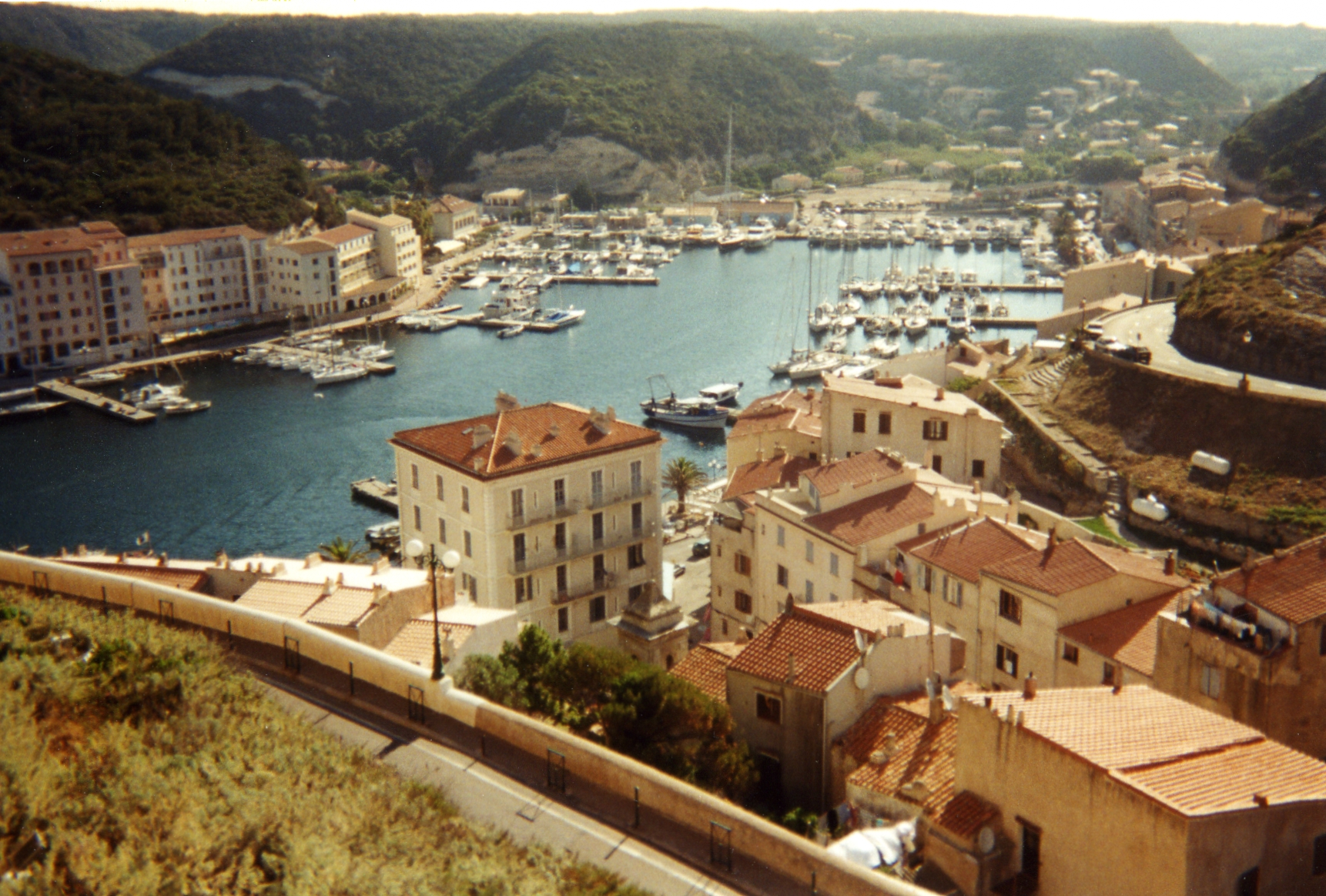
De haven van Bonifacio
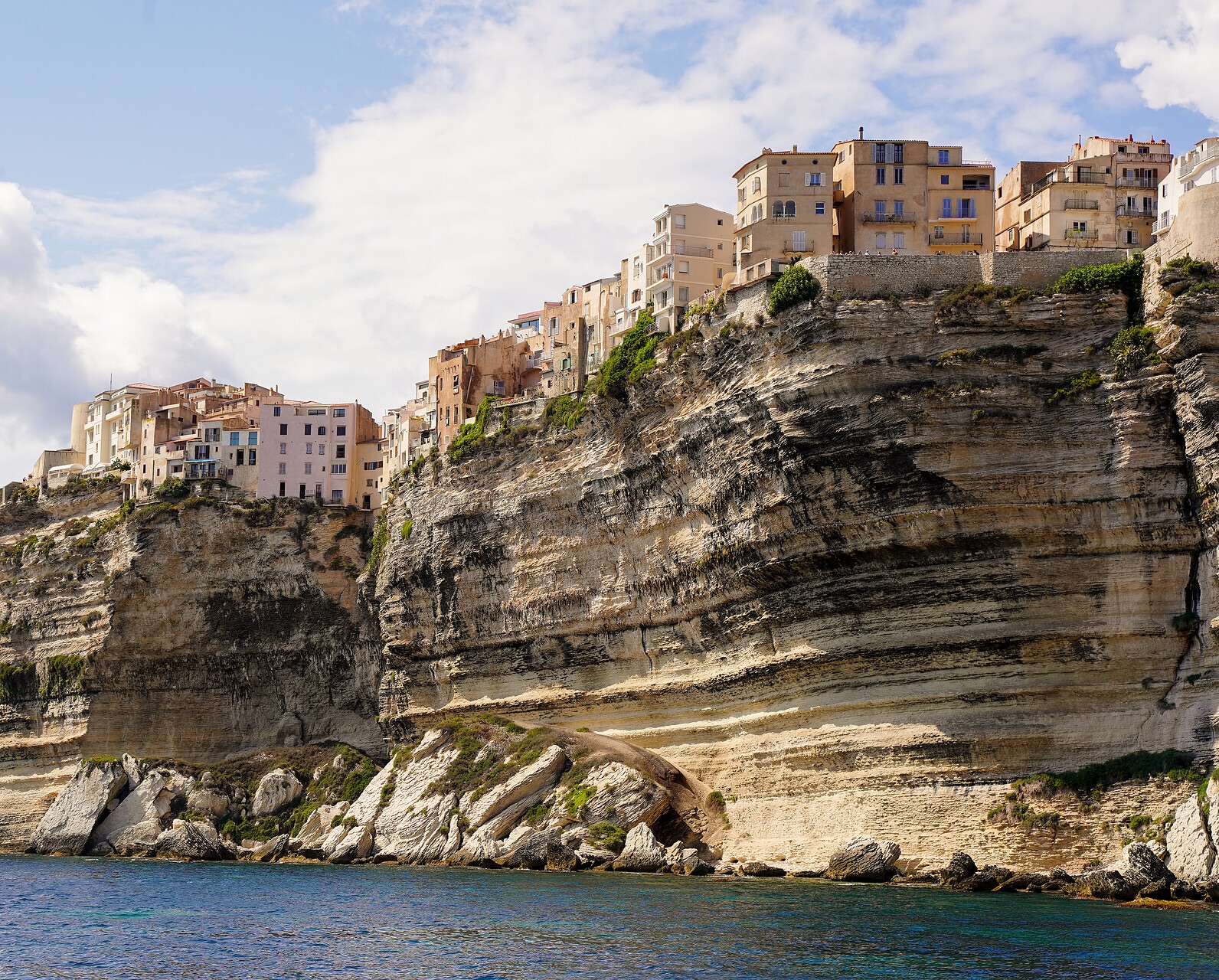
Bonifacio vanaf zee
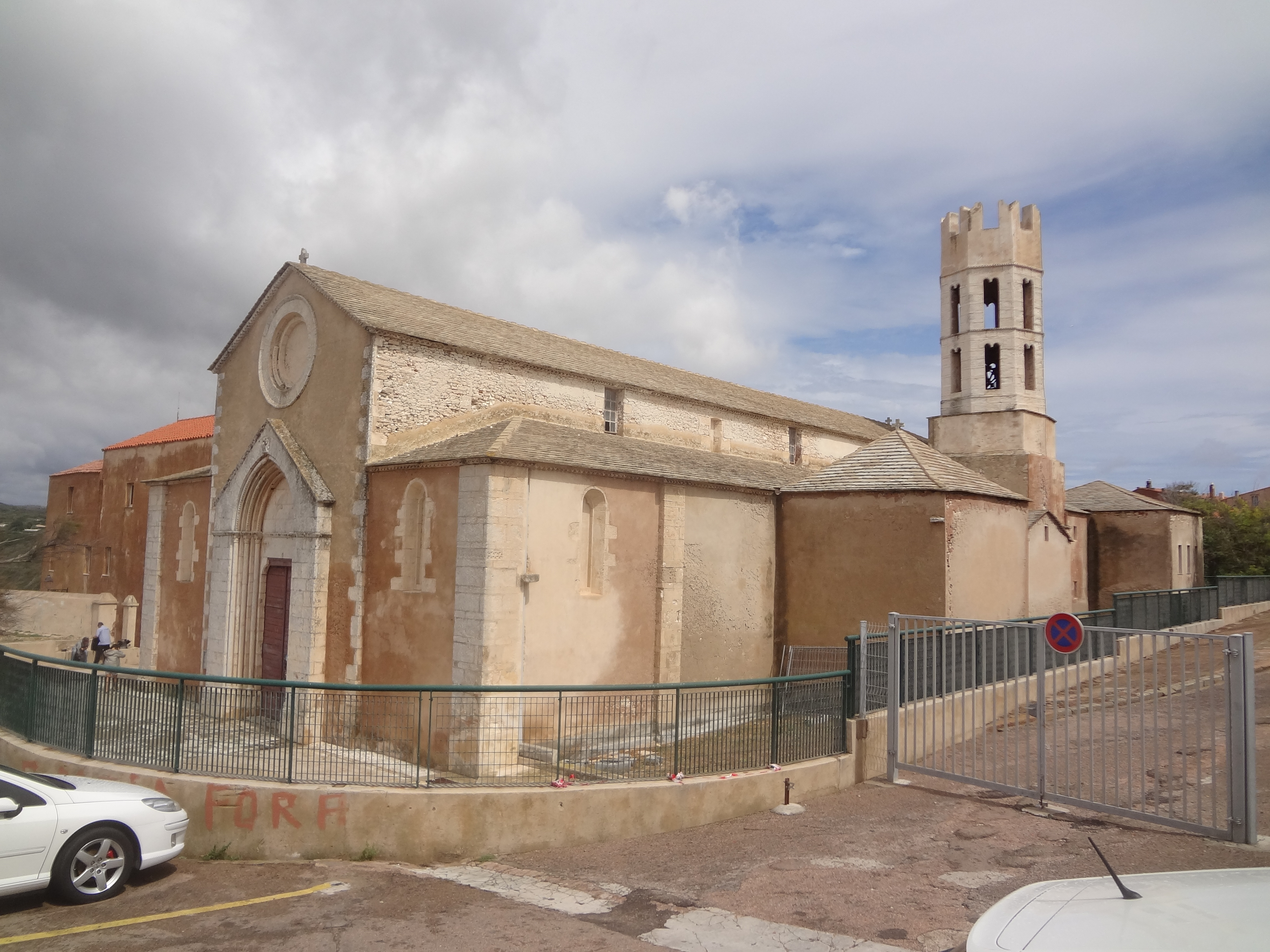
St. Dominiquekerk

## Geografie
De oppervlakte van Bonifacio bedroeg op 1 januari 2022 138,36 vierkante kilometer; de bevolkingsdichtheid was toen 23,6 inwoners per km².
Het oude centrum ligt op een schiereiland van 1,5 kilometer lang en 200 meter breed, dat via een isthmus is verbonden met het vasteland.
De onderstaande kaart toont de ligging van Bonifacio met de belangrijkste infrastructuur en aangrenzende gemeenten.

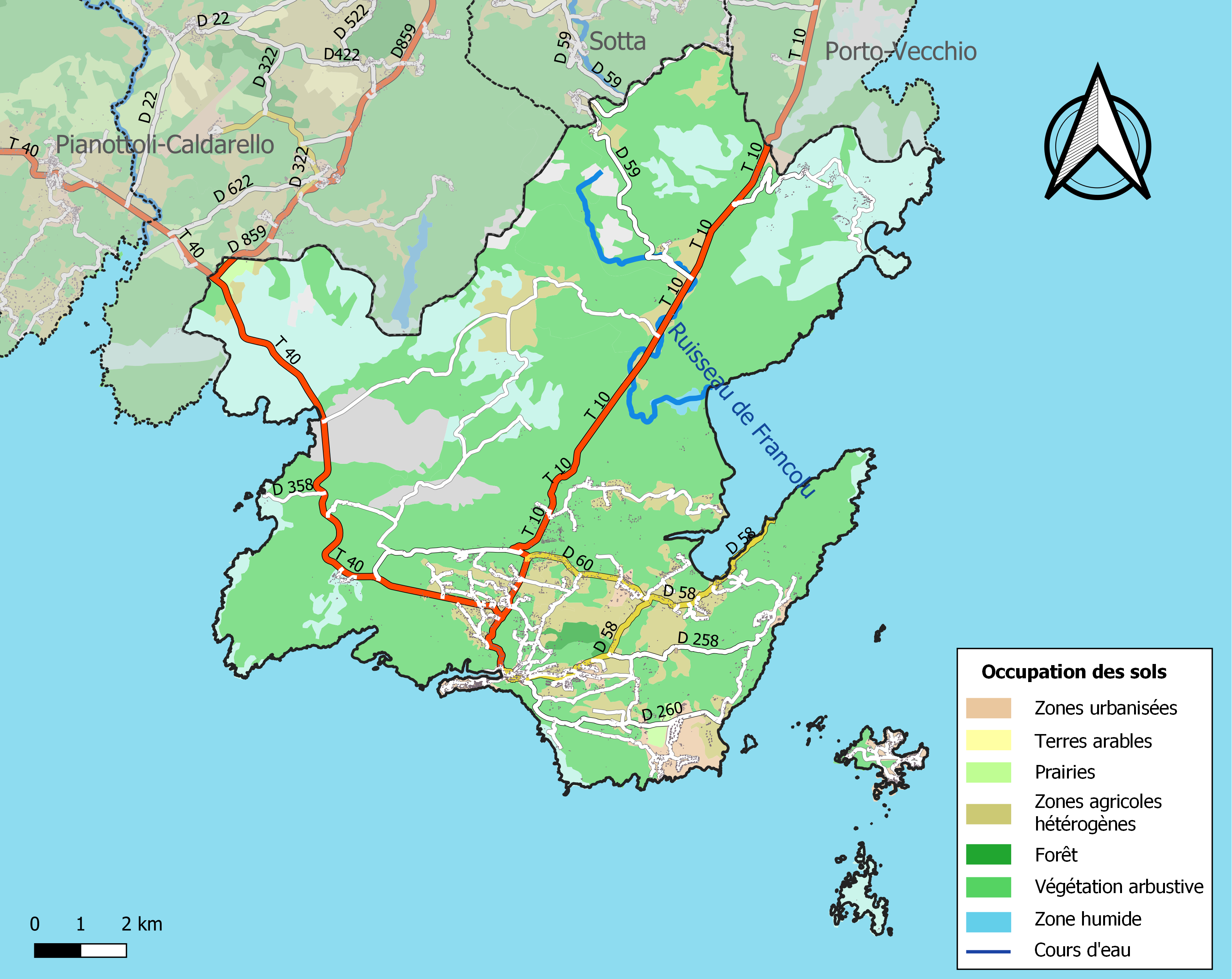

## Demografie
Onderstaande figuur toont het verloop van het inwonertal (bron: INSEE-tellingen).

Vanwege een beveiligingsprobleem met de MediaWiki Graph-software is het momenteel niet mogelijk deze grafiek weer te geven. Zodra de software is bijgewerkt zal de grafiek vanzelf weer zichtbaar worden.

## Economie

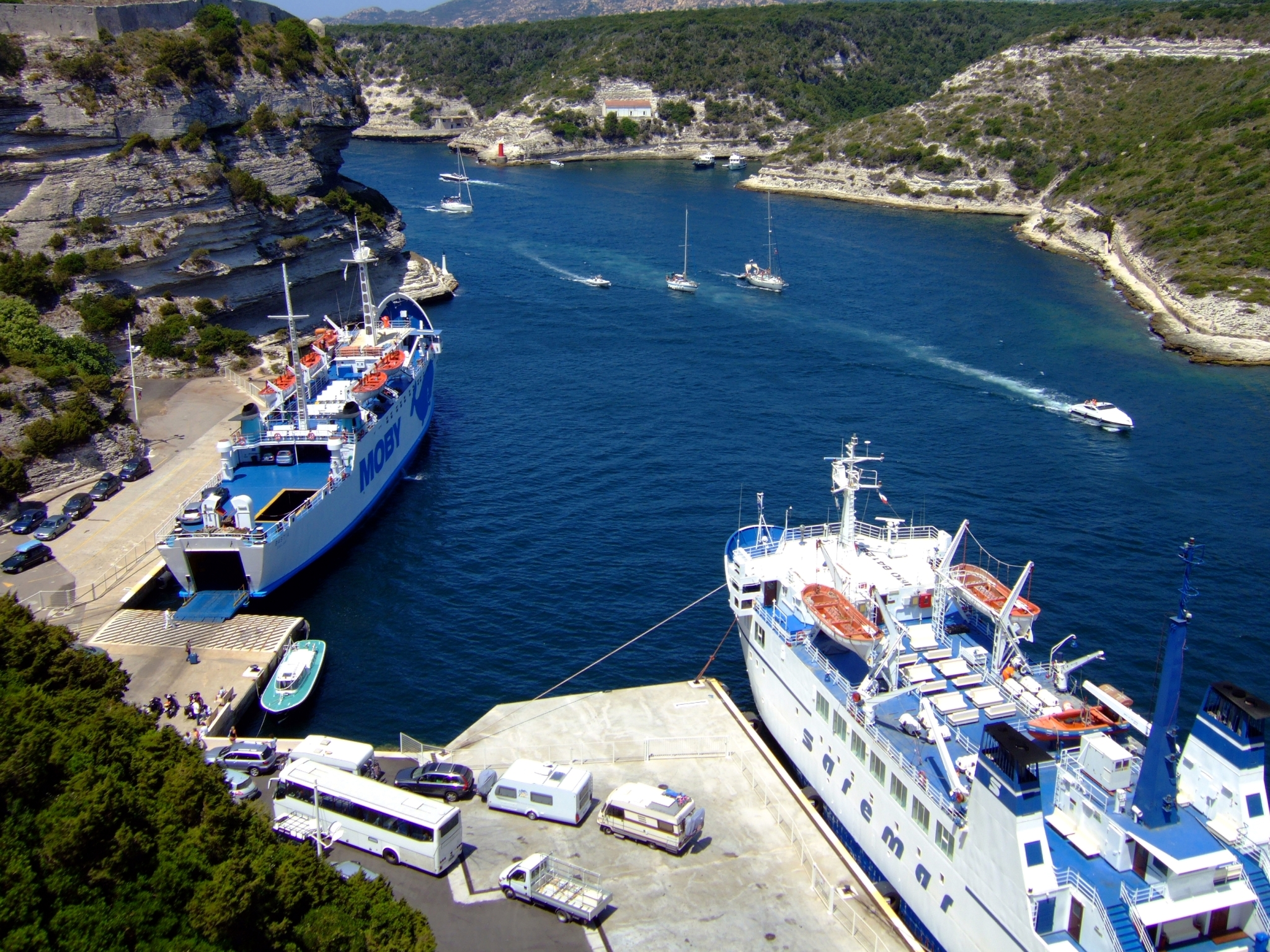
De haven van Bonifacio

Bonifacio heeft een belangrijk haven. Het is de grootste jachthaven van Corsica en ontvangt na Ajaccio de meeste cruiseschepen. Via de haven worden jaarlijkse ongeveer 300.000 passagiers vervoerd, vooral naar Sardinië. Hiermee is de op twee na grootste passagiershaven van het eiland. Verder is er ook een vissersvloot.
Verder is Bonifacio een van de meest door toeristen bezochte steden van Corsica.

## Geboren in Bonifacio
- Marie-José Nat (1940), actrice